# Дорогий хлопчик
«Дорогий хлопчик» (рос. «Дорогой мальчик») — російський радянський дитячий музичний пригодницький фільм за однойменною п'єсою  Сергія Михалкова. Знятий режисером  Олександром Стефановичем на кіностудії «Мосфільм» у 1974 році. 

## Сюжет
Бандою викрадачів з готельного номера був вкрадений син мільйонера Джорж Роб-Робсон — спадкоємець власника багатої фірми з виробництва собачих консервів. Помилково бандити прихопили ще одного хлопчика — сина радянського дипломата Георгія Тимохіна. Батько хлопчика був готовий заплатити викуп, але несподівано фірма збанкрутувала і у шефа гангстерів виникла ідея взяти гроші за радянського школяра з авіакомпанії, літаком якої Жора летів до Москви. Бандити не врахували однієї обставини — юні росіянин і американець подружилися. Хлопчаки тікають з полону на залишеній без нагляду машині і приводять поліцію, яка заарештовує злочинців.

## У ролях
- Сергій Крупеніков — Джорж Роб-Робсон
- Олександр Єлістратов — Жора Тимохін
- Георгій Віцин — містер Макінтош, родич Джоржа
- Владислав Стржельчик — Мак-Доннел, шеф гангстерів
- Ірина Азер — Жаклін, його помічниця
- Віктор Гайнов — Томмі, гангстер
- Расмі Джабраїлов — Френк, гангстер
- Сергій Мигицко — Білл, гангстер
- Олександр Бєлявський — Кондрашин, представник радянського консульства
- Леонід Оболенський — містер Лейн, представник авіакомпанії
- Марія Ірд — Джой, секретар містера Лейна

## Знімальна група
- Автори сценарію: Сергій Михалков,  Олександр Стефанович
- Режисер-постановник:  Олександр Стефанович
- Оператори-постановники:  Борис Кочеров, Петро Шумський
- Композитор:  Давид Тухманов
- Художники-постановники: Віктор Петров,  Юрій Фоменко
- Комікси: Віталій Пєсков
- Вокал: Людмила Артеменко[1]